# Fool (album van Joe Jackson)
Fool is het twintigste studioalbum van de Britse zanger/instrumentalist Joe Jackson. Joe Jackson bracht veertig jaar geleden zijn eerste album Look Sharp! uit. Op dat album speelde hij  new wave-muziek. Later heeft hij diverse andere stijlen gespeeld, zoals jazz (op het album Jumpin' Jive) klassiek (Symphony No. 1) en rock zonder gitaar (Night and Day). Op dit nieuwe album Fool komt hij nog het dichtste bij de muziek van zijn eerste albums. 

## Nummers
1. Big black cloud - 6:01
2. Fabulous absolute - 4:14
3. Dave – 5:03
4. Strange land – 5:41
5. Friend better – 4:51
6. Fool - 4:59
7. 32 Kisses – 4:28
8. Alchemy – 6:50

## Muzikanten
- Joe Jackson: zang, gitaar, keyboards, saxofoon
- Teddy Kumpel: gitaar
- Doug Yowell: drums
- Graham Maby: basgitaar

Bassist Graham Maby speelt al veertig jaar in de band van Joe Jackson.

## Productie
Dit album is geproduceerd door Joe Jackson met Pat Dilett, die ook gewerkt heeft met o.a. Nile Rodgers,  David Byrne, Laurie Anderson, Mariah Carey en Sufjan Stevens. De plaat is gemixt in New York.